# Seznam danskih vladarjev
To je seznam danski kraljev, torej seznam kraljev in kraljic, ki so vladali Danski, skupaj z regenti Kalmarske unije. Ta obsega naslednje: 
- Kraljevina Danska (do leta 1396)
  - personalna unija Danske in Norveške (1380-1396)
  - Kalmarska unija (1397-1536)
    - danski kralji, ki so (včasih uspešno) zahtevali švedsko krono (1397-1523)
    - danski kralji, ki so (običajno uspešno) zahtevali norveško krono (1397-1536)
- Kraljevina Danska-Norveška (1536-1814)
- Kraljevina Danska (1814 do sedanjosti)
  - skupaj z Islandijo (od unije Danske in Norveške leta 1387. Samostojna v personalni uniji z Dansko 1918-1944. Neodvisna republika od 1944)
  - skupaj z Grenlandijo (od unije Danske in Norveške leta 1387. Efektivna danska oblast se je začela leta 1721).
  - skupaj s Ferskimi otoki (od unije Danske in Norveške leta 1387)

Harthaknut, oče Gorma starejšega, je prvi danski kralj, ki je zanesljivo prava oseba. Vsi vladarji pred njim so dvomljivi.
Danska ima eno najdlje vladajočih neprekinjenih nasledstvenih linij na svetu, starejša je samo Japonska.
Oldenburgi so nosili dansko krono od leta 1448 do 1863, ko jo je prevzela hiša Schleswig-Holstein-Sonderburg-Glücksburg. Kraljevina je bila volilna do leta 1660 in do 1864 je bila skoraj ves čas v personalni uniji z grofijama Schleswig in Holstein. Danska imena so podana v oklepajih.

## Seznam danskih monarhov
- Roar      : 6. stoletje  (pol-legendarni danski kralj)
- Angantyr  : 7. stoletje - 8. stoletje (vladal ok. 710–738)
- Hemming   : 8. stoletje - 812 (vladal 810–812 )
- Sigfred   : 8. stoletje - 812 in Anulo (vladal 812 (z nasprotovanjem))
- Harald Klak (ok. 785–ok. 852) in Ragnfred (vladal 812–813, 819–827)
- Horik I.  : konec 8. stoletja–854 (vladal 813–854)
- Horik II. : 9. stoletje - umrl ok. 870 (vladal 854–ok. 870)

### Olafova hiša
Hišo je opisal Adam iz Bremna po pripovedovanju Svena Estridsona, ki je trdil, da jo je ustanovil Šved. Obstoj Sigtrygga Gnupassona potrjujejo runski kamni. Vendar pa danski zgodovinarji raje začenjajo seznam kraljev s prvimi kralji danske narodnosti.
- okoli 900: Olaf (Hedeby)
- 10. stoletje: Gyrd in Gnupa
- 10. stoletje: Sigtrygg Gnupasson

### Harthaknutova hiša (917- 1042)
- 917?−948? : Hartaknut I. (Canute I)
- 948?–958? : Gorm Starejši (Gorm den Gamle)
- 958 ali 959–986? : Harald I. (Harald I Blåtand)
- 986?–1014 : Sven I. (Svend I Tveskæg)
- 1014–1018 : Harald II. (Harald II Svendsen)
- 1018–1035 : Knut Veliki (Knud II den Store)
- 1035–1042 : Knut III. Danski (Knud III Hardeknud)

### Hiša Fairhair (1042 - 1047)
- 1042–1047 : Magnus I. (Magnus den Gode)

### Hiša Estridson (1047 - 1448)
- 1047-1076 : Sven Estridson (Svend II Estridsen)
- 1076-1080 : Harald III. (Harald III Hen)
- 1080-1086 : Knut Svetnik (Knud IV den Hellige)
- 1086-1095 : Olaf I. (Oluf I Hunger)
- 1095-1103 : Erik I. (Erik I Ejegod)
- 1104-1134 : Nikolaj Danski (Niels)
- 1134-1137 : Erik II. (Erik II Emune)
- 1137-1146 : Erik III. (Erik III Lam)
- 1140-1143 : Olaf II. (Oluf II)
- 1146-1157 : Sven III. (Svend III Grathe), Knut V. (Knud V) in Valdemar Veliki (Valdemar I den Store)
- 1157-1182 : Valdemar Veliki, (Valdemar I den Store)
- 1182-1202 : Knut IV. (Knud VI)
- 1202-1241 : Valdemar II. Zmagoviti (Valdemar II Sejr)
- 1241-1250 : Erik IV. (Erik IV Plovpenning)
- 1250-1252 : Abel (Abel)
- 1252-1259 : Krištof I. (Christoffer I)
- 1259-1286 : Erik V. (Erik V Glipping)
- 1286-1320 : Erik VI. (Erik VI Menved)
- 1320-1326 : Krištof II. (Christoffer II)
- 1326-1329 : Valdemar III. (Valdemar III)
- 1329-1332 : Krištof II. (Christoffer II)
- 1332-1340 : (nihče) (medvladje)
- 1340-1376 : Valdemar IV. (Valdemar IV Atterdag)
- 1376-1387 : Olaf III. (Oluf III)
- 1387-1412 : Margareta I. (Margrete I)
- 1412-1439 : Erik VII. Pomeranski (Erik VII af Pommern)
- 1440-1448 : Krištof III. (Christoffer III af Bayern)

### Hiša Oldenburg (1448 - 1863)
- 1448-1481 : Kristjan I. (Christian I)
- 1481-1513 : Ivan (Hans)
- 1513-1523 : Kristjan II. (Christian II)
- 1523-1533 : Friderik I. (Frederik I)
- 1534-1559 : Kristjan III. (Christian III)
- 1559-1588 : Friderik II. (Frederik II)
- 1588-1648 : Kristjan IV. (Christian IV)
- 1648-1670 : Friderik III. (Frederik III)
- 1670-1699 : Kristjan V. (Christian V)
- 1699-1730 : Friderik IV. (Frederik IV)
- 1730-1746 : Kristjan VI. (Christian VI)
- 1746-1766 : Friderik V. (Frederik V)
- 1766-1808 : Kristjan VII. (Christian VII)
- 1808-1839 : Friderik VI. (Frederik VI)
- 1839-1848 : Kristjan VIII. (Christian VIII)
- 1848-1863 : Friderik VII. (Frederik VII)

### HišaSchleswig-Holstein-Sonderburg-Glücksburg(1863 - )
- 1863-1906 : Kristjan IX.
- 1906-1912 : Friderik VIII.
- 1912-1947 : Kristjan X.
- 1947-1972 : Friderik IX.
- 1972-2024 Margareta II.
- 2024- Friderik X. Danski

## Nasledstvo na danski prestol
Danska od leta 2009 uporablja absolutno primogenituro, kar pomeni, da sinovi nimajo več prednosti pred hčerkami. Nasledi najstarejši otrok ne glede na spol. Prestolonaslednik Friderik je januarja 2024 zasedel prestol kot starejši od obeh sinov kraljice Margarete II.
- Kralj Friderik IX. (1899–1972)
  -  Kraljica Margareta II. (rojena 1940) (abdicirala v začetku leta 2024)
    - (1) Friderik, danski prestolonaslednik (r. 1968),[1][2] kralj Friderik X. od 14. januarja 2024
      - (2) Princ Kristjan (r. 2005)[1][3]
      - (3) Princesa Izabela (r. 2007)[1][4]
      - (4) Princ Vincent (r. 2011)[1][5]
      - (5) Princesa Jožefina (r. 2011)[1][6]

    - (6) Princ Joakim (r. 1969)[1][7]
      - (7) Princ Nikolaj (r. 1999)[1][8]
      - (8) Princ Feliks (r. 2002)[1][9]
      - (9) Princ Henrik (r. 2009)[1][10]
      - (10) Princesa Atena (r. 2012)[1][11]

  - (11) Princesa Benedikta (r. 1944)[1][12]
    - Gustav, princ Sayn-Wittgenstein-Berleburški (r. 1969)[12]
    - Princesa Alexandra Sayn-Wittgenstein-Berleburška (r. 1970)[12]
      - Grof Richard von Pfeil und Klein-Ellguth (r. 1999)[12]
      - Grofica Ingrid von Pfeil und Klein-Ellguth (r. 2003)[12]

    - Princesa Nathalie Sayn-Wittgenstein-Berleburška (r. 1975)[12]
      - Konstantin Johannsmann (r. 2010)[12]
      - Louise Johannsmann (r. 2015)[12]

Otroci princese Benedikte niso v dednem nasledstvu, ker niso bili vzgojeni na danskih tleh.